# Batalla de Carazúa
La Batalla de Carazúa fue un enfrentamiento militar librado el 13 de septiembre de 1901, entre una expedición militar venezolana y fuerzas colombianas en el pueblito de Carazúa, cerca de Riohacha, en la Guajira colombiana con saldo a favor de los colombianos.

## Antecedentes
La expedición venezolana fue la respuesta del presidente Cipriano Castro a una invasión sucedida en el Táchira dos meses atrás, liderada por el venezolano Carlos Rangel Garbiras y apoyada por el gobierno de Bogotá. Para su expedición, Gabiras había recibido tropas colombianas dadas por el gobierno de ese país para acabar con el apoyo que Castro daba a los liberales rebeldes. 
Las relaciones bilaterales estaban por los suelos. Colombia estaba inmersa en una grave guerra civil, fruto de las pugnas decimonónicas entre conservadores y liberales. En esos momentos, Castro ambicionaba invadir Colombia con una alianza de los gobiernos liberales de Venezuela, Ecuador y Nicaragua para poner fin al gobierno del Partido Conservador Colombiano, último bastión del conservadurismo en la región, y reconstruir la Gran Colombia bajo su presidencia.
Después de la batalla de San Cristóbal, Castro se reunió con el caudillo liberal exiliado, el general colombiano Rafael Uribe Uribe, para presentarle su plan de reconstruir la Gran Colombia.

## La batalla

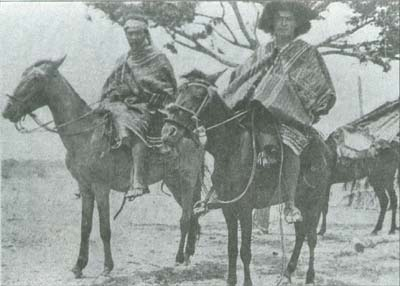
Guerreros Wayú quienes persiguieron a las tropas venezolanas al final de la batalla.

El plan de Castro era una maniobra coordinada de las fuerzas venezolanas y de los liberales colombianos. Dos columnas entrarían en Colombia para ayudar a Uribe Uribe: el general Andrés Márquez entraría por Arauca. La otra iría por la Guajira.
Para comandar la otra de las columnas, Castro eligió al general José Antonio Dávila (1870-1925), considerado incompetente militarmente pero uno de sus más leales partidarios. Coronel del Estado Mayor del Ejército Restaurador, participó de la revolución castrista y derrotó y apreso al caudillo José Manuel Hernández cuando se alzó contra Castro. El otro personaje destacable fue el general Ramón Guerra (1841-1922), estratega de la Revolución Legalista, convirtiéndose en el ministro de Guerra y Marina de Crespo y de Castro.,Dávila entonces fue nombrado comandante de dicha campaña que se bautizo como la Expedición Restauradora del Atlántico para apoyar a los liberales colombianos conformada de 4 batallones el Barcelona, Coro, La sagrada y el Lara (el Batallón Lara cayo en defeccion al inicio de la batalla), armados con fusiles máuser de repetición, 4 cañones de montaña y una ametralladora, parte de Maracaibo el 28 de agosto de 1901,unos días más tarde, el 3 de septiembre The New York Herald ha de publicar en primera página una foto de la plana mayor venezolana en campaña, ese mismo día partirá del puerto de Maracaibo la flotilla que apoyara por mar la expedición, el plan es tomar Rio Hacha en la Guajira con el concurso de las guerrillas liberales colombianas, esta acción debía ser rápida y secreta, era ahora seguida por todo el mundo incluido el presidente colombiano José Manuel Marroquín, que ordenó al General Carlos Alban reforzar Riohacha mediante el desembarco de tropas frescas y bien municionadas, al mando del General Amaya, orden que se cumple a cabalidad cuando se contrata el buque mercante francés SS Alexandre Bixio y apoyados por el crucero francés Suchet y el crucero colombiano  General Próspero Pinzon para desembarcar el Batallón Briceño para respaldar la población de Riohacha y a la guarnición colombiana allí establecida. El general Rafael de Nogales Méndez a bordo de la goleta "Libertad" por instrucciones del general  Rafael Garbiras Rangel desembarco en Rio Hacha para apoyar a las fuerzas colombianas. 
La expedición venezolana se transportó por mar a bordo de tres barcos de guerra (Los cañoneros Miranda, General Crespo y el Zumbador), al llegar frente a Riohacha la escuadrilla bombardeo la ciudad por varias horas tras lo que desembarco la tropa. El 13 de septiembre se libra batalla en Riohacha, en el sitio de Carazúa, donde son derrotados los venezolanos por las experimentadas tropas colombianas. De Nogales Mendez combatió contra el general Antonio Dávila y fue derrotado. Se replegó hasta abordar la goleta "Libertad" herido en una pierna y en un hombro, además de contraer malaria.  Luego de varios combates parciales -el combate de Garapasera del 22 de ese mes sería el último encuentro de la contienda-, los venezolanos se retiraron, en dirección a su tierra por Paraguaipoa y Sinamaica pero un brote de disentería ocasionado por el consumo de aguas insalubres y el acoso de los jinetes de la tribu Wayuu al mando del cacique Jose Dolores Arpushana ocasionaron sensibles bajas a los venezolanos en su retirada.

## Consecuencias
Con el estallido en Venezuela de la Guerra Civil de 1901-1903, Castro renuncia a sus planes internacionalistas con el fin de sobrevivir a la contienda, finalizando en gran parte el apoyo venezolano a los liberales colombianos. Dávila permanecerá leal a Castro, cuando en 1908 intente un golpe de Estado contra Gómez le secundará y ambos irán al exilio en Curazao hasta el final de sus días. Por su parte, el ministro Guerra fue descubierto conspirando con el rebelde venezolano Manuel Antonio Matos en la guerra civil, siendo arrestado en el castillo de San Carlos de la Barra. Apoyaría a Gómez, por lo que fue nombrado miembro del Consejo de Gobierno con otros connotados caudillos hasta su retiro de la vida pública en 1914.